# Drzewo genealogiczne Szujskich herbu Pogoń Ruska
```
Iwan Dymitrowicz Szujski
[
1
]
[
2
]
 (†ok. 
1560
)
~ Maryna Bohowitynówna
└─>
Manoił
 (†przed 
1580
), posiadacz 
Terebunia
 w powiecie brzeskim
   ~ Hanna Irzykowiczówna
   ├─>
Zofia

   │  ~ Krzysztof Gnoiński
   └─>
Jan
 (†
1610
), podkomorzy brzeski 
1596

      ~ NN
      ├─>
Jerzy

      │  ~ NN
      │  └─>
Jan
 (†
1700
), wojski brasławski (ok. 
1674
)
      │     ~ NN
      │     ├─>
Jan Jerzy
 (†
1704
), podstoli bracławski (ok. 
1698
)
      │     │  ~[1] Katarzyna Sawicka, wojewodzianka brzeska
      │     │  ├─>
Franciszek Florian
 (†
1715
), podstoli brasławski
      │     │  │  ~ Teresa Niemcewiczówna
      │     │  │  ├─>
Florian
 (†przed 
1780
), strażnik brzeski
      │     │  │  │  ~[1] N Korsakówna
      │     │  │  │  ~[2] Barbara Kaczonówna (
primo voto
 Sulistrowska)
      │     │  │  │  └─>
Jan
 strażnik brzeski (ok. 
1783
)
      │     │  │  ├─>
Józef
 (†przed 
1768
), podstoli brasławski
      │     │  │  │  ~ Ludwika Wiszniewska
      │     │  │  │  ├─>
Stanisław
 (†przed 
1790
)
      │     │  │  │  ├─>
Piotr
 (*
1751
) porucznik ułanów, rotmistrz wojska polskiego
      │     │  │  │  │  ~ Marianna Nowakowska
      │     │  │  │  │  └─>
Witalis Wiktor
 (*
1791
)
      │     │  │  │  │     ~ Helena Bielska
      │     │  │  │  ├─>
Wincenty
 (*
1755
) dworzanin skarbowy Wlk. Ks. Lit. 
1789

      │     │  │  │  └─>
Jan
 (*
1759
) porucznik pułku piechoty, kapitan wojska polskiego
      │     │  │  └─>
Anna
 przełożona klasztoru Bernardynek konwentu brzeskiego
      │     │  ├─>
Antoni

      │     │  ├─>
Maciej Stanisław
, podczaszy brzeski (ok. 
1740
)
      │     │  ├─>
Michał

      │     │  ├─>
Piotr Florian

      │     │  ├─>
Józef

      │     │  │  ~ NN
      │     │  │  ├─>
Michał
 (zaginął będąc dzieckiem)
      │     │  │  └─>
Teresa

      │     │  │     ~ N Jankowski
      │     │  ├─>
Krystyna

      │     │  ├─>
Rozalia

      │     │  ├─>
Elżbieta

      │     │  ~[2] Petronella Pągowska
      │     │  └─>
Rozalia

      │     ├─>
Stanisław
 (†
1705
), skarbnik Nowogródka Siewierskiego
      │     │  ~ Teresa Anna Lacka (
secundo voto
 Szujska)
      │     │  └─>
Katarzyna

      │     │     ~ N Galimski
      │     └─>
Katarzyna

      │        ~ N Piórkowski
      ├─>
Aleksander
 (†przed 
1658
), wojski brzeski 
1639
, chorąży brzeski 
1643
, podstarości brzeski 
1644

      │  ~ Jadwiga Krzywczycka
      │  ├─>
Władysław Aleksander
 (†
1671
), chorąży brzeski (po 
1665
 r.)
      │  │  ~ Justyna Kolendzianka
      │  │  ├─>
Aleksander
 (†
1714
), jezuita
      │  │  └─>
Franciszek Michał
 (†
1746
), podstoli brzeski 
1694
, pisarz grodzki brzeski (1699-1702)
      │  │     ~ Teresa Anna Lacka, chorążanka (
primo voto
 Szujska)
      │  ├─>
Konstanty Jan
 (†
1695
), pisarz ziemski brześciański (po 
1663
 r.), starosta jałowski 
1676
, chorąży brzeski 
1679
, starosta zahalski (ok. 
1690
 r.), pisarz Wlk. Ks. Lit. 
1690

      │  │  ~[1] Zofia Brzozowska (†przed 
1676
), wojewodzianka brześciańska
      │  │  ├─>
Dominik Jan
 (†
1720
), starosta jałowski 
1690
, chorąży brzeski 
1692
, starosta zahalski
      │  │  │  ~[1] Helena Sulimierska, łowczycówna
      │  │  │  ├─>
Mikołaj
 (†
1725
)
      │  │  │  ├─>
Jadwiga

      │  │  │  │  ~ Piotr Pepłowski, podkomorzy kijowski i łucki
      │  │  │  ~[2] N Rostworowska
      │  │  │  ├─>
Ignacy
 (†
1751
?)
      │  │  │  │  ~ Ludwika Zborowska (
secundo voto
 Bystry)
      │  │  │  │  ├─>
Aniela
 (†
1797
)
      │  │  │  │  │  ~ 
Wojciech Szujski
 (†
1792
), skarbnik kijowski, starosta niżyński, szambelan królewski
      │  │  │  │  └─>
Adam
 (†po 
1767
), starosta zahalski
      │  │  │  │     ~ Marianna Chalecka (
secundo voto
 Prozor)
      │  │  │  │     └─>
Ludwika Konstancja
 (*
1767
 †
1828
)
      │  │  │  │        ~ 
Karol Prozor
, oboźny litewski
      │  │  │  ~[3] Konstancja Horajnówna, podczaszanka wołyńska
      │  │  │  ├─>
Krystyna

      │  │  │  │  ~ Stanisław Spinek, podczaszy mozyrski
      │  │  │  ├─>
N
 (córka)
      │  │  │  │  ~ N Wyżycki
      │  │  │  ├─>
Konstancja

      │  │  │  │  ~ Michał Orański, cześnik smoleński
      │  │  │  └─>
Ludwika

      │  │  │     ~ Mikołaj Kuczyński (†
1755
), podstoli drohicki
      │  │  ├─>
Ludwika
 (†
1701
)
      │  │  │  ~[1] Jan Kazimierz Pac (†ok. 
1697
), starosta uświatski, chorąży nadworny litewski
      │  │  │  ~[2] Aleksander Ogiński, miecznikowicz Wlk. Ks. Lit.
      │  │  ~[2] Zofia Konopatska (†przed 
1686
), kasztelanka chełmińska, (
primo voto
 Wilkowska)
      │  │  ├─>
Pawła
 (†przed 
1704
)
      │  │  │  ~ Aleksander Niemira, chorążyc mielnicki
      │  │  ├─>
Benedykta
 (†po 
1704
)
      │  │  │  ~ Stefan Tomasz Ossoliński (†po 
1737
), chorąży mielnicki
      │  │  ~[3] Ludwika Sapieżanka (†
1687
), pisarzówna polna koronna
      │  │  ~[4] Anna Kopciówna, kasztelanka trocka, (
primo voto
 Łużecka)
      │  │  └─>
Apolloniusz Aleksander
 (*
1690
 †
1763
), starosta zahalski
      │  │     ~ Balbina Chrzanowska (†
1784
)
      │  │     ├─>
Jan Nepomucen
 († między 
1763
 a 
1784
)
      │  │     └─>
Anna

      │  │        ~[1] Antoni Krasicki (†
1777
), chorąży nadworny litewski
      │  │        ~[2] Jan Tadeusz Orzeszko, wojski piński
      │  └─>
Anna

      │     ~ Stefan Rusiecki (†
1671
), kasztelan miński
      ├─>
Andrzej
 (†
1640
), mieczny brzeski (ok. 
1638
) i dzierżawca inturski
      │  ~ Dorota Żylińska (
primo voto
 Radzimińska)
      │  ├─>
Stanisław
 (†przed 
1688
), miecznik brześciański
      │  │  ~ Zofia Orzeszko (
primo voto
 Nowicka, Wereszczaka)
      │  └─>
Jan
 (†przed 
1691
), chorąży brzeski 
1690

      │     ~ NN
      │     ├─>
Stanisław
 (†przed 
1740
), skarbnik brzeski i piński, podsędek piński 
1731

      │     │  ~ Helena Orda (
primo voto
 Grothus)
      │     │  ~[?] Teresa Wret
      │     └─>
Hieronim
 (†przed 
1767
), strażnik czernihowski
      │        ~ Dorota Ejnarowicz
      │        ├─>
Szymon
 jezuita
      │        ├─>
Maciej
 (*
1726
 †przed 
1785
)
      │        │  ~ Katarzyna Gierłowicz
      │        │  ├─>
Maciej
 kanonik
      │        │  ├─>
Walenty
 (*
1771
)
      │        │  │  ~ NN
      │        │  ├─>
Benedykt
 (*
1774
)
      │        │  ├─>
Helena

      │        │  └─>
Sebastian
 (*
1776
)
      │        │     ~ Honorata Zauściańska
      │        │     └─>
Hieronim
 (*
1812
)
      │        ├─>
Wojciech
 (†
1792
), skarbnik kijowski, starosta niżyński, szambelan królewski
      │        │  ~ 
Aniela Szujska
 (†
1797
)
      │        │  ├─>
Franciszka

      │        │  │  ~ Abraham Marczenko, pułkownik wojsk rosyjskich
      │        │  ├─>
Anna

      │        │  │  ~ Jacek 
Saryusz
-Zaleski (*
1773
 †
1823
), prezes I departamentu izby sądowej kijowskiej
      │        │  └─>
Aniela

      │        │     ~ Ignacy Stanisław Ledóchowski, prezes departamentu izby sądowej wołyńskiej
      │        ├─>
Antoni Tomasz
 (*
1788
), starosta dymidowski
      │        │  ~ Urszula Święcicka
      │        │  ├─>
Ignacy Szymon
 (*
1745
)
      │        │  │  ~ Aniela Michalina Dzierżek
      │        │  │  └─>
Włodzimierz Romuald
 (*
1818
)
      │        │  └─>
Piotr

      │        │     ~ Tekla Jełowicka
      │        │     ├─>
Roman

      │        │     │  ~ Józefa Stobnicka
      │        │     ├─>
Maria

      │        │     │  ~ Stanisław Tworek Wyszkowski (†
1882
)
      │        │     ├─>
Tadeusz

      │        │     └─>
Zofia

      │        ├─>
Melania
 zakonnica u Bazylianek w Pińsku
      │        ├─>
Teresa

      │        │  ~ Piotr Tołoczka, stolnik brzeski
      │        ├─>
Marianna

      │        │  ~ N Szyszka, podczaszy czernihowski
      │        └─>
Antonina

      │           ~ Adam Stocki, sędzia grocki mozyrski
      ├─>
Jan
 (†
1643
), chorąży brzeski 
1631

      │  ~ Elżbieta Czarnocka
      │  ├─>
Konstanty Bazyli
 (†przed 
1674
), miecznik brzeski 
1640

      │  ├─>
Klemens

      │  ├─>
Franciszek

      │  ├─>
Stanisław
 (†po 
1675
), rotmistrz traktu zabuskiego (ok. 
1669
)
      │  │  ~ Halszka Zawiszanka (
primo voto
 Wysocka)
      │  │  └─>
N
 (syn, zamordowany przed 
1670
 r.)
      │  └─>
Jerzy Kazimierz

      ├─>
Krzysztof
 (†ok. 
1635
), podstoli brzeski 
1632

      │  ~ Izabella Mleczkówna, podkomorzanka drohicka, (
secundo voto
 Wasilewska)
      │  ├─>
Kazimierz
 (†po 
1657
),
      │  ├─>
Wojciech Krzysztof
 (†po 
1697
), podwojewodzi podlaski (przed 
1674
)
      │  └─>
Konstancja

      │     ~ Jan Czerniakowski
      └─>
Konstanty
 (†
1634
), pisarz ziemski brześciański 
1631

         ~ NN
         ├─>
Mikołaj

         ├─>
Stefan
 (†po 
1674
)
         │  ~[1] Maryna Maskiewicz (
primo voto
 Dołgierd, Rodakowska, 
secundo voto
 Wołodkiewicz)
         │  ~[2] Katarzyna Wieczanówna (
primo voto
 Jankowska)
         │  └─>
Konstanty
 (†po 
1703
), cześnik brześciański
         │     ~ Katarzyna Niemcewicz, stolnikówna witebska, (
secundo voto
 Czapska, Małachowiec)
         │     └─>
Józef
 (†przed 
1768
), cześnik brasławski 
1763

         │        ~ N Gogolewska
         └─>
Jerzy Konstanty
 (†
1694
), cześnik brzeski 
1676
, sędzia grodzki brzeski (po 
1676
 r.)
            ~[1] Petronela Miączyńska, podczaszanka czernichowska, (
primo voto
 Horbowska)
            ├─>
Onufry
 (*ok. 
1671
 †
1761
), ksiądz – jezuita w kolegium brzeskim
            ~[2] N Żardecka, sędzianka brzeska
            ├─>
Franciszek

            ├─>
Rozalia

            │  ~[1] Władysław Tryzna, stolnik wołkowyski
            │  ~[2] Antoni Zawadzki
            └─>
N
 (córka)
               ~ N Tur
```